# Херман Роршах
Херман Роршах (на немски: Hermann Rorschach) е швейцарски фройдистки психиатър и психоаналитик, известен с разработването на проективен тест с мастилени петна, известен като „Тест на Роршах с мастилени петна“.

## Биография
Роден е на 8 ноември 1885 година в Цюрих, Швейцария. Следва в Цюрих, където завършва медицина през 1909 г. През същата година среща рускинята Олга Щемпелин, родом от Казан. Получава докторската си степен от Цюрихския университет върху халюцинациите с научен ръководител Блойлер (1913). В края на 1913 г. се жени за Олга и двойката отива да живее в Русия. През 1917 г. им се ражда дъщеря, която кръщават Елизабет, а през 1919 г. и син, Вадим.
Силно повлиян от Фройд, той разпространява психоанализата сред швейцарските психиатри.
Умира на 1 април 1922 година в Херизау, Швейцария, на 36-годишна възраст от перитонит, вероятно след апендицит.

## Научна дейност
Бине и Хенри са предложили използването на стандартизирани мастилени петна за изследване на въображението. Роршах е познавал и тестовата техника на Юнг с вербалните свободни асоциации. Обединявайки тези две идеи, той разширява техниката на мастилените петна към измерването на цялостната личност и особено на безсъзнателните емоции.

## Галерия
„Тест на Роршах с мастилени петна“
- Първа карта
- Втора карта
- Трета карта
- Четвърта карта
- Пета карта
- Шеста карта
- Седма карта
- Осма карта
- Девета карта
- Десета карта